# Serie A de 1957–58
O Campeonato Italiano de Futebol de 1957–58, denominada oficialmente de Serie A 1957-1958, foi a 56.ª edição da principal divisão do futebol italiano e a 26.ª edição da Serie A. O campeão foi a Juventus que conquistou seu 10.º título na história do Campeonato Italiano. O artilheiro foi John Charles, da Juventus (28 gols).

## Classificação
| Pos. | Equipes        | Pts | J  | V  | E  | D  | GP | GC | SG  | Classificação ou Rebaixamento                |
| ---- | -------------- | --- | -- | -- | -- | -- | -- | -- | --- | -------------------------------------------- |
| 1    | Juventus       | 51  | 34 | 23 | 5  | 6  | 77 | 44 | 33  | Fase preliminar da Copa da Europa de 1958–59 |
| 2    | Fiorentina     | 43  | 34 | 16 | 11 | 7  | 56 | 36 | 20  |                                              |
| 3    | Padova         | 42  | 34 | 16 | 10 | 8  | 55 | 42 | 13  |                                              |
| 4    | Napoli         | 40  | 34 | 17 | 6  | 11 | 65 | 55 | 10  |                                              |
| 5    | Roma           | 36  | 34 | 12 | 12 | 10 | 46 | 42 | 4   |                                              |
| 6    | Bologna        | 34  | 34 | 12 | 10 | 12 | 47 | 43 | 4   |                                              |
| 7    | Vicenza        | 33  | 34 | 13 | 7  | 14 | 51 | 48 | 3   |                                              |
| 7    | Torino         | 33  | 34 | 11 | 11 | 12 | 42 | 49 | −7  |                                              |
| 9    | Milan          | 32  | 34 | 9  | 14 | 11 | 61 | 47 | 14  |                                              |
| 9    | Udinese        | 32  | 34 | 10 | 12 | 12 | 51 | 46 | 5   |                                              |
| 9    | Internazionale | 32  | 34 | 10 | 12 | 12 | 36 | 36 | 0   |                                              |
| 12   | Genoa          | 30  | 34 | 9  | 12 | 13 | 53 | 60 | −7  |                                              |
| 12   | Sampdoria      | 30  | 34 | 9  | 12 | 13 | 54 | 62 | −8  |                                              |
| 12   | Alessandria    | 30  | 34 | 9  | 12 | 13 | 36 | 42 | −6  |                                              |
| 12   | Lazio          | 30  | 34 | 10 | 10 | 14 | 45 | 65 | −20 |                                              |
| 12   | SPAL           | 30  | 34 | 10 | 10 | 14 | 32 | 52 | −20 |                                              |
| 17   | Atalanta       | 28  | 34 | 6  | 16 | 12 | 29 | 49 | −20 | Rebaixamento para a Serie B de 1958–59       |
| 18   | Hellas Verona  | 26  | 34 | 10 | 6  | 18 | 44 | 62 | −18 | Rebaixamento para a Serie B de 1958–59       |

## Premiação
| Serie A de 1957–58            |
| Piemonte                      |
| ----------------------------- |
| JUVENTUS Campeã (10.º título) |

## Artilheiros
| Pos. | Jogador               | Equipe         | Gols |
| ---- | --------------------- | -------------- | ---- |
| 1    | John Charles          | Juventus       | 28   |
| 2    | Eddie Firmani         | Sampdoria      | 23   |
| 3    | Omar Sívori           | Juventus       | 22   |
| 4    | Luís Vinício          | Napoli         | 21   |
| 5    | Kurt Hamrin           | Padova         | 20   |
| 6    | Dino da Costa         | Roma           | 19   |
| 7    | Antonio Angelillo     | Internazionale | 16   |
| 8    | Bengt Lindskog        | Udinese        | 13   |
| 8    | Emmanuele Del Vecchio | Hellas Verona  | 13   |
| 8    | Sergio Campana        | Vicenza        | 13   |
| 8    | Julio Abbadie         | Genoa          | 13   |